# Анатоли Тодоров
Анатоли Тонов Тодоров е български футболист, който играе като офанзивен полузащитник или нападател за Оборище (Панагюрище).

## Състезателна кариера
Започва да тренира футбол в Септември (София). С многобройните си отбелязани голове е смятан за един от най-големите таланти в своята възраст. Забелязан е от скаутите на Литекс и през 2002 г. оранжевият клуб брои за 17-годишния играч 200 000 DM. Първият си гол за „оранжевите“ отбелязва срещу аржентинския Индепендиенте в контролна среща играна на 18 юни 2002 г. на подготвителния лагер в Италия в която ловчанлии побеждават с 4:1. Същата година младокът е пратен под наем за да трупа опит за един полусезон в Белите орли (Плевен) състезаващ се тогава в Б група. Дебютът му за Литекс в А група е увенчан с гол на 23 февруари 2003 г. при победата над Добруджа (Добрич) с 3:0. По това време конкуренцията в нападението на ловчанлии е ожесточена и Анатоли редовно попада в разширения състав но влиза предимно като смяна. Отбелязва само още един гол в мач за Купата на България срещу Марек (Дупница), както и пет гола в двата мача от 1/16 финалите срещу Вихър-Владислав (Вълчи дол). Носител е и на трофея за 2004 г. След края на сезона новият старши треньор на отбора Стойчо Младенов заявява че няма да разчита на нападателя и Тодоров е пратен под наем във Видима-Раковски. Следващия наставник на Литекс Ицхак Шум също връща младока в състава, но въпреки предоставената му възможност нападателя отново не успява да се наложи и влиза предимно като резерва. При престоя си в отбора от гр. Ловеч наставници са му били още специалисти като Ферарио Спасов, Драголюб Симонович и на два пъти Люпко Петрович. На 12 август 2006 г. е продаден на Родопа (Смолян) който по това време се състезава в елита.  Утвърждава се като основен състезател на отбора и става негов капитан. На 11 февруари 2008 г. преминава в тима на Локомотив (Пловдив). Година по-късно след конфликт с наставника на „черно-белите“ Аян Садъков и след като рядко попада в титулярния състав състезател и клуб се разделят по „взаимно съгласие“.  На 30 август 2009 г. бившият му наставник от Смолян Войн Войнов го кани да премине в редиците на Локомотив (Мездра). Тодоров премина едноседмичен пробен период на който е одобрен и подписва договор.

## Успехи
Литекс (Ловеч)
- Вицешампион – 2002
  - Бронзов медалист (2): 2003 и 2006
- Купа на България – 2004

## Факти
Анатоли Тодоров е сред най-перспективните млади таланти във футболния симулатор Championship manager 03/04, където му е предречено голямо бъдеще. След квалификацията за Евро 2004 на националния отбор на България срещу Андора шведски журналист пита треньора Пламен Марков защо Тодоров не е в състава. Оказва се, че Марков дори не е чувал името на атакуващия халф.